# Atoll Saint-Joseph
L'Atoll Saint-Joseph est un atoll faisant partie des Îles Amirante, un des groupes d'îles Extérieures des Seychelles, dans l'Océan Indien.

## Géographie
L'atoll de Saint-Joseph est situé à seulement 2,3 kilomètres à l'est de la partie orientale de l'île d'Arros, mais constitue une unité géographique distincte, séparée par une passe large d'un kilomètre.
La superficie terrestre de l'atoll s'étend sur 1,21 km2. L'île principale de Saint-Joseph est un banc de sable corallien plat en forme de croissant, long de 2,2 kilomètres.
L'atoll compte 13 îlots sablonneux : les trois plus grands : île Saint-Joseph (ceb), île aux Fouquets (ceb) et Ressource (ceb), se trouvent le long de la côte nord-est et est, et sont couverts de plantations de cocotiers.
Les 10 plus petits, qui sont pris en compte dans le décompte des 115 îles seychelloises, sont : Petit Carcassaye, Grand Carcassaye, Benjamin, Banc Ferrari, Chien, Pélican, Vars, Île Paul, Banc de Sable, Bancs Cocos. Un récif : Sand Cay (en) (récif de Bertaut), est également mentionné.

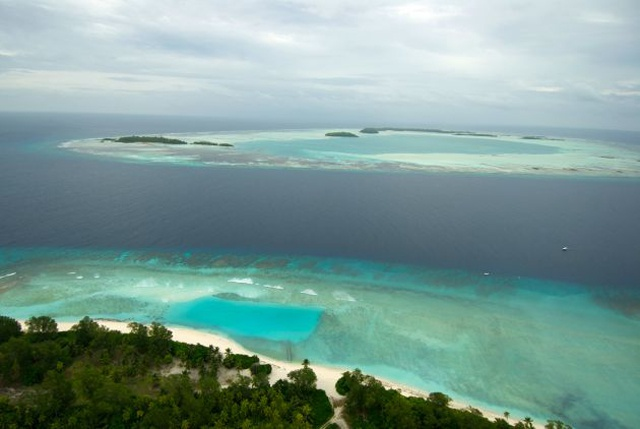
Vue aérienne de l'atoll Saint-Joseph depuis l'île d'Arros.
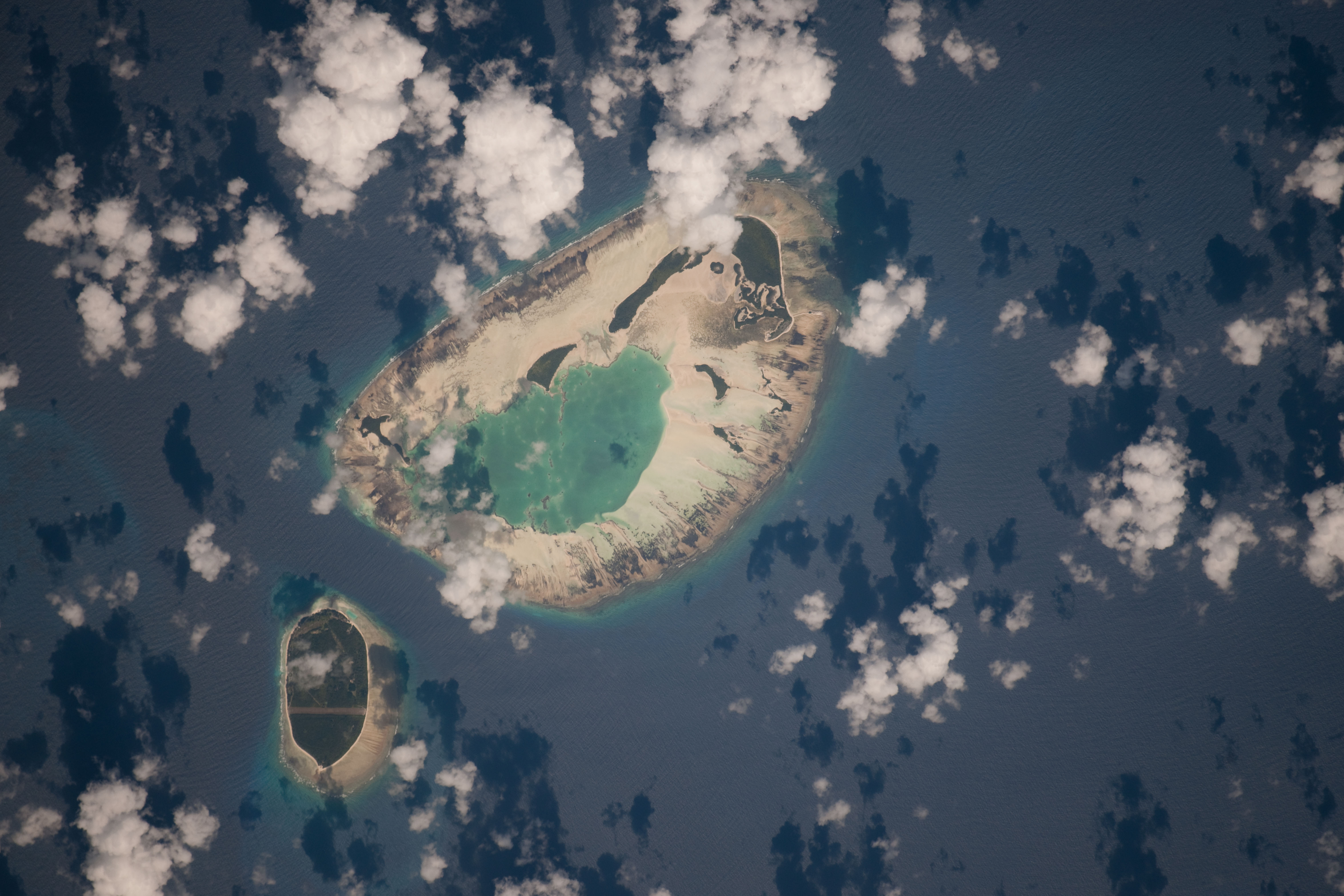
Image prise par un astronaute de la NASA montrant l'île de Saint-Joseph et l'île d'Arros.

## Historique
Il a été découvert en 1770 par des marins européens.
En 1960, l'île est la propriété d'une famille des Seychelles qui y exploite une plantation de noix de coco. Elle a été achetée en 1998, puis revendue en 2012 avec l'île d'Arros voisine, par Liliane Bettencourt, héritière de l'Oréal.
L'île est à présent inhabitée, les habitants qui y vivaient se sont rendus sur l'île d'Arros toute proche.

## Réserve naturelle
En juillet 2014, suivant la volonté du propriétaire du groupe de l'île d'Arros, le gouvernement seychellois a officiellement classé le site « la réserve spéciale d'Arros et Saint-Joseph » comme un parc national. L’atoll Saint-Joseph est devenu une réserve spéciale pour préserver sa biodiversité unique. La nouvelle réserve naturelle intègre une aire marine protégée s'étendant sur un kilomètre autour d'Arros et Saint-Joseph.

## Faune
L'atoll Saint Joseph abrite une riche diversité d'espèces de requins et sert notamment de nurserie au requin-citron faucille (Negaprion acutidens) et au requin à pointes noires (Carcharhinus melanopterus).
L'atoll accueille plusieurs espèces de raies, comme la raie porc-épic (Urogymnus asperrimus) et la raie fouet. Ces raies se nourrissent principalement d'annélides, des vers marins présents au fond sablonneux du lagon, contribuant de manière significative à l'écosystème local en déplaçant et en aérant les sédiments pendant leur alimentation.